# Ning de Coninck-Smith
Ning de Coninck-Smith (født 1953) er en dansk historiker med speciale i skolehistorie og barndomshistorie. Hun blev dr.phil. i 2010 og er professor MSO ved DPU i Emdrup, Aarhus.

## Hæder
Priser
- 2011: Dansk Magisterforenings forskningspris[1]
- 2011: Årets historiske bog (Barndom og arkitektur)[2][3]
- 2015: Årets historiske bog (sammen med Charlotte Appel (red.) for Dansk Skolehistorie bind 1-5)[4][5]

Medlem af videnskabsakademier
- 2013: Det kongelige danske Selskab for Fædrelandets Historie